# Бордентаун (Нью-Джерсі)
Бордентаун (англ. Bordentown) — місто (англ. city) в США, в окрузі Берлінгтон штату Нью-Джерсі. Населення — 3993 особи (2020).

## Географія
Бордентаун розташований за координатами 40°8′59″ пн. ш. 74°42′28″ зх. д. / 40.14972° пн. ш. 74.70778° зх. д. (40.149824, -74.707642).  За даними Бюро перепису населення США в 2010 році місто мало площу 2,51 км², з яких 2,41 км² — суходіл та 0,10 км² — водойми.

## Демографія
Згідно з переписом 2010 року, у місті мешкали 3924 особи в 1859 домогосподарствах у складі 922 родин. Було 2014 помешкання
Расовий склад населення:
| - 83,5 % — білих - 10,1 % — чорних або афроамериканців - 2,7 % — азіатів - 0,2 % — корінних американців - 1,2 % — осіб інших рас |

До двох чи більше рас належало 2,2 %. Частка іспаномовних становила 5,8 % від усіх жителів.
За віковим діапазоном населення розподілялося таким чином: 18,4 % — особи молодші 18 років, 68,1 % — особи у віці 18—64 років, 13,5 % — особи у віці 65 років та старші. Медіана віку мешканця становила 40,3 року. На 100 осіб жіночої статі у місті припадало 91,1 чоловіків;  на 100 жінок у віці від 18 років та старших — 87,1 чоловіків також старших 18 років.
Середній дохід на одне домашнє господарство  становив 82 182 долари США (медіана — 68 266), а середній дохід на одну сім'ю — 107 221 долар (медіана — 102 569). Медіана доходів становила 56 771 долар для чоловіків та 56 500 доларів для жінок. За межею бідності перебувало 5,2 % осіб, у тому числі 3,6 % дітей у віці до 18 років та 8,6 % осіб у віці 65 років та старших.
Цивільне працевлаштоване населення становило 2249 осіб. Основні галузі зайнятості: освіта, охорона здоров'я та соціальна допомога — 20,9 %, публічна адміністрація — 18,5 %, науковці, спеціалісти, менеджери — 13,1 %, роздрібна торгівля — 12,0 %.